# Remixes (álbum de Cristian Castro)
Remixes incluye diez versiones de canciones escogidas entre las más populares baladas de sus dos discos anteriores, esta vez en versión dance. Fue lanzado al mercado por Sony BMG el 16 de mayo de 2000.

## Lista de canciones
1. «Lloran las rosas»
2. «Por amarte así»
3. «Alguna vez»
4. «Si tú me amaras»
5. «Volver a amar»
6. «Más y más»
7. «Después de ti... ¿qué?»
8. «Mi vida sin tu amor»
9. «Tu sombra en mí»
10. «Lo mejor de mí»

## Posicionamiento en listas
| Listas (2000)                     | Mejor posición |
| --------------------------------- | -------------- |
| Estados Unidos (Top Latin Albums) | 38             |